# Zotalemimon puncticollis
Zotalemimon puncticollis är en skalbaggsart som först beskrevs av Stefan von Breuning 1949.  Zotalemimon puncticollis ingår i släktet Zotalemimon och familjen långhorningar. Inga underarter finns listade i Catalogue of Life.